# Taxa evolutiva
Em biologia, taxa evolutiva é uma medida das mudanças ocorridas numa linhagem evolutiva ao longo do tempo.

## Definição
Pode-se definir a evolução (na perspectiva da ecologia de populações) como a mudança de um caráter genético de uma população no decorrer das gerações. Exemplificando, se um gene mutante aumenta sua frequência numa população de uma geração para a próxima, então houve evolução (mais especificamente, uma micro-evolução) naquela população.
Notando-se também que qualquer caráter complexo de um organismo ou população (como uma estrutura física, uma via metabólica ou um comportamento) é mais provável de ser resultado de um "grupo de genes" do que de um único gene (mas existem exceções).
Tendo esta definição de evolução, então taxa evolutiva é a velocidade que um caráter (qualquer caráter, mas os caracteres mais complexos são mais comuns) muda no decorrer das gerações. Uma alta taxa evolutiva indica que um conjunto de modificações estão ocorrendo muito rapidamente; inversamente, uma baixa taxa evolutiva indica que um conjunto de modificações estão ocorrendo lentamente.
É bom lembrar que "tempo evolutivo" sempre é medido em numero de gerações, e não em anos. Considere que cada espécie é capaz de se reproduzir um número particular de vezes em cada ano, e é capaz de viver um total de anos, em média, característico.

## Como podemos medir a taxa de evolução?
As taxas evolutivas de uma característica de uma linhagem podem ser medidas quantitativamente.
Uma unidade usada para se quantificar as taxas evolutivas é a unidade Darwin, criada pelo J. B. S. Haldane. E como se determina a taxa evolutiva em Darwins? Suponha que um caráter tenha sido medido em duas ocasiões, t1 e t2; o t1 e t2 são expressos como tempos passados, em milhões de anos. O t1 poderia ser 15,2 milhões de anos e o t2 14,2 milhões de anos (t2 é a amostra mais recente, a que tem menos tempo até o presente). O intervalo de tempo entre as duas amostras pode ser escrito Δt= t1 - t2, que é 1milhão de anos. O valor médio da característica é definido como x1 na amostra mais antiga e como x2 na amostra mais recente; usamos os logaritmos naturais x1 e x2 ( o logaritmo natural é o logaritmo de base e, em que e≈2,718, e que é simbolizado como log ou como ln). Então a taxa de evolução (r) é:
r = ln x2 - ln x1/ Δt
A fórmula para r, dá a taxa em darwins, desde que o intervalo de tempo usado seja o milhão de anos. Se, por exemplo, x1=1, x2=2,718 e Δt=10 milhões de anos, então r=0,1 darwin.
O motivo da transformação logarítmica das medidas é a remoção de efeitos escalares espúrios. Em outras palavras, se não fossem usados logaritmos, a taxa de evolução de um caráter seria acelerada quando ele aumentasse de tamanho, mesmo que sua taxa proporcional de mudanças continuasse constante. Com as medidas transformadas logaritmicamente, as taxas de mudanças podem ser comparadas entre espécies de tamanhos diferentes.
No livro “Evolutionary biology” do Futuyma, há a seguinte definição da unidade Darwin:
“Se uma série de medidas aumenta (ou diminui) em alguma razão (por exemplo: 10, 20, 40… ou seja, cada medida é o dobro da anterior), essas medidas formam uma série linear se escritas logaritmicamente (no caso, log10 dos valores acima nos dará 1; 1,301; 1,602 e assim por diante, num acréscimo de 0,301). Os incrementos, numa escala logarítmica, independem da média dos valores observados (o mesmo incremento logarítmico de 10, 20 e 40 se dá com 1, 2 e 4). Se as medições aumentam (ou diminuem) num fator de e (2,718), então a série escrita em seus logaritmos naturais (loge) terá um incremento (ou decréscimo) de 1 (um). J. B. S. Haldane (1949) propôs como uma taxa de evolução morfológica o Darwin, o qual ele definiu como uma mudança num fator de e em um intervalo de 1 milhão de anos. Um milidarwin é uma mudança num fator de 0,002718 num intervalo de 1 milhão de anos.” (Figura 1)

### Estudo sobre a evolução do cavalo
Esse método descrito acima para medir a taxa de evolução pode ser ilustrado pelo trabalho feito por MacFadden (1992) sobre os dentes do cavalo: dentes de cavalo são materiais clássicos no estudo da evolução. Os cavalos têm dentes característicos, adaptados a triturar matéria vegetal, e os dentes fossilizados são a principal evidência utilizada para traçar sua história(Figura 2).MacFadden mediu quatro propriedades, em 408 espécimes de dentes, de 26 pares inferidos de ancestral-descendentes. Usando a unidade darwin para medir a taxa de evolução, os 26 pares de espécimes ancestral-descendente e as quatro características dentárias medidas produziram 4x26=104 estimativas de taxas evolutivas. As diferentes características dentárias apresentaram diferentes padrões; a altura do dente, por exemplo, evoluiu rapidamente entre algumas espécies e em outras não.
Simpson (1953), verificou que as taxas evolutivas dos fósseis variam entre táxons, entre caracteres e no tempo e inventou os termos braditélico – para designar a evolução lenta, horotélico – para designar a evolução típica e taquitélico – para designar a evolução rápida. A evolução do cavalo, no caso, é horotélica.

### Outra unidade para medir as mudanças evolutivas
Existe uma unidade denominada unidade haldane, que também é utilizada para quantificar taxas evolutivas. Porém, não é uma unidade muito aceita pelos biólogos evolucionistas; muito pelo contrário, seu uso é bastante controverso. Um Haldane é uma mudança, numa estrutura determinada, de um desvio padrão, em uma geração. O problema principal com a unidade Haldane é que ela depende da determinação de quantas gerações se passaram. Em alguns casos, essa determinação é bem simples; em outros, é demasiadamente difícil ou mesmo impossível: por exemplo, os ciclos reprodutivos podem ser desconhecidos; o pesquisador pode estar trabalhando com registros fósseis; o intervalo de tempo pode ser demasiadamente grande em relação ao ciclo reprodutivo daquela espécie. Enfim, várias são as situações em que não há possibilidade de se determinar o número de gerações.
Essa é a vantagem da unidade Darwin: ao invés de se medir a taxa reprodutiva em função de gerações, mede-se em função da variação temporal. Vale a pena lembrar que, do mesmo modo que na unidade Haldane, a unidade Darwin é utilizada para características quantitativas (quer sejam discretas ou contínuas), mas não para características qualitativas.

### A taxa de evolução é determinada pela seleção?
As taxas de evolução foram medidas para muitas características do documentário fóssil, em muitas espécies e em muitas épocas geológicas diferentes.É importante responder a pergunta: As taxas de mudança que se observam no documentário fóssil são compatíveis com os mecanismos das modificações evolutivas estudadas pelos geneticistas de populações? A genética de populações identifica dois mecanismos de evolução, a seleção natural e a deriva genética. Embora não pode-se provar que a seleção é responsável por alterações no registro fóssil, pode-se descobrir se há alguma contradição entre as taxas de evolução observadas em trabalhos de genética de populações, tais como experimentos de seleção artificial, e as observadas em fósseis. Se, por exemplo, as taxas de evolução nos fósseis são significativamente mais rápidas do que as taxas observadas nos experimentos de seleção artificial, isso sugere que a seleção não pode ser a única causa da evolução. Na verdade, as taxas de evolução observadas em experimentos de seleção artificiais são muito mais elevadas do que as medidas em fósseis. Sob seleção artificial, no experimento de Gingerich, a evolução progrediu cerca de 5 vezes mais depressa que no documentário fóssil. Pode-se concluir que os mecanismos conhecidos da genética populacional, a seleção natural e deriva (embora seja questionável se deriva é importante na evolução morfológica) podem acomodar confortavelmente o observado nos fósseis. Não se tem motivos para supor que estejam operando mecanismos evolutivos adicionais, porém desconhecidos.

## Por que as taxas evolutivas variam?
Em sua compilação de taxas evolutivas, Gingerich observou uma relação inversa entre a taxa e o período de tempo em que ela fora medida. Os casos de evolução rápida tendiam a serem os observados por espaços de tempo mais curtos do que os de evolução mais lenta. É improvável que essa relação seja devido a alguma força do próprio processo evolutivo. Aqui está uma explicação: se a direção da evolução flutua, a taxa de evolução medida durante um intervalo curto será inevitavelmente maior do que a que é medida durante um intervalo mais longo, em que as mudanças de curta duração são ignoradas. Por exemplo, tem sido mostrado que os bicos dos tentilhões evoluíram para ficarem maiores em tempos de escassez de alimentos e menores em tempos de abundância e o suprimento de comida flutuou ao longo do tempo, de acordo com o clima. Com o tempo, essas mudanças no tamanho se anulam mutuamente.

### Quem evolui mais rápido: mamíferos ou moluscos?
Os dados dos experimentos de Gingerich mostram a generalização de que os mamíferos evoluem mais rapidamente do que os moluscos. Ele verificou que vertebrados como um todo tendem a evoluir mais rápido do que os invertebrados. Embora seja verdade que, nas amostras medidas os vertebrados evoluíram 1,14 vez mais rápido que os invertebrados, isso poderia ser devido principalmente aos intervalos de tempo mais curtos das medidas dos vertebrados do que dos invertebrados. Quando Gingerich corrigiu a diferença de intervalos, deduziu que, na verdade, os invertebrados evoluíram mais rápido do que os vertebrados. Embora não seja impossível comparar as taxas de evolução entre os diferentes tipos de grupos, é aconselhável olhar para os intervalos de tempo quando se comparam as taxas de evolução de linhagens diferentes.

## A teoria do Equilíbrio Pontuado
O equilíbrio pontuado é a teoria apresentada por Niles Eldredge e Stephen Jay Gould (1972) - esse trabalho foi considerado o documento fundador de um novo programa de pesquisa séria em paleontologia para explicar o fato de que o registro fóssil não mostra suaves transições evolutivas.É um padrão comum uma espécie aparecer de repente, persistir por um período, e, em seguida, se extinguir. Uma espécie relacionada, em seguida, pode surgir, mas com poucos sinais de quaisquer formas intermediárias entre o ancestral e o descendente.

### Gradualismo filético x Equilíbrio pontuado
Eldredge e Gould distinguiram duas hipóteses sobre o padrão de evolução.Uma eles designaram de gradualismo filético, que diz que a evolução tem uma taxa bem constante, que novas espécies surgem por transformação gradual das espécies ancestrais e que a taxa de evolução durante o surgimento de uma nova espécie é semelhante à de qualquer outra época. Eles confrontaram o gradualismo filético com a hipótese do equilíbrio pontuado. Usaram a teoria de especiação alopátrica para argumentar que o documentário fóssil deveria apresentar um padrão diferente de gradualismo filético. Se a evolução progride à maneira do gradualismo filético, ela tem uma taxa constante; se ela prossegue por meio do equilíbrio pontuado, ela é intra-especificamente lenta, mas acelera-se ao desenvolver uma nova espécie. Portanto a diferença crucial entre equilíbrio pontuado e gradualismo filético refere-se às taxas observadas de mudança evolutiva em e entre eventos de separação.(Figura 3)

Figura 3: Equilíbrio pontuado, embaixo, consiste de predominância de estabilidade morfológica com explosões raras de mudança evolutiva.

De acordo com a teoria do equilíbrio pontuado, a evolução prossegue de forma relativamente rápida durante a especiação: entre os eventos de especiação da população, as espécies podem ter uma taxa reduzida de mudanças evolutivas, permanecendo relativamente constantes em uma condição chamada de estase. De acordo com Eldredge e Gould, a especiação ocorre pelo modelo de isolamento periférico, quando uma sub-população se divide e evolui rapidamente para uma nova espécie.
Em teoria a ausência de mudanças evolutivas em uma espécie pode ser explicada por restrições – significa que a espécie não muda porque lhe falta variabilidade genética ou variação genética expressa, porém não há evidências de que as espécies permaneçam constantes por falta de variação genética  – ou pode ser explicada por  seleção estabilizadora (explicação mais aceita) onde a seleção natural age contra a mudança na forma e mantém a população constante ao longo do tempo. A estase só é rompida quando a especiação ocorre. A constatação de mudanças sem ocorrência de especiação derrubaria a teoria do equilíbrio pontuado.

### Controvérsias
Essa teoria estimulou muitas controvérsias, como foi documentado por Gould (2002), uma delas é que às vezes se dizia que o equilíbrio pontuado afronta o gradualismo da teoria de evolução de Darwin. No livro A origem das espécies (1859) e em outras obras, Darwin diz muitas vezes que a evolução é lenta e gradual. Por conta dessas afirmações, Gould concluiu que Darwin era um gradualista filético e que a teoria do equilíbrio pontuado contradiz tanto com as próprias ideias de Darwin quanto com as ideias do neodarwinismo. Em contrapartida a essa afirmação de Gould, Richard Dawkins argumentou que Darwin entendia como evolução gradual algo crucialmente diferente. Charles Darwin não fizera suas observações sobre gradualismo especificamente nos contextos das taxas evolutivas nos, e entre os, eventos de especiação. Quando Darwin discutia sobre taxas evolutivas, ele dizia coisas que soam como equilíbrio pontuado, tais como:
“Muitas espécies, uma vez formadas, não se modificam mais... e os períodos em que as espécies sofreram modificações, embora longos se medidos em anos, provavelmente foram curtos se comparados com os períodos durante os quais elas mantiveram a mesma forma”.(Darwin, 1859)
Portanto, a teoria de Darwin e todas as versões subsequentes de darwinismo como, por exemplo, o neodarwinismo, são fortemente gradualistas quanto à evolução das adaptações. Porém, provavelmente, não são gradualistas quanto à taxa de evolução.  Por isso, é interessante testar a teoria do equilíbrio pontuado e se por acaso essa teoria se mostrar correta e o gradualismo filético não, é mais aceito que não haja nenhum dano a qualquer princípio darwiniano fundamental de gradualismo.

### Testes para explicar gradualismo filético e equilíbrio pontuado
Cheetham (1986) estudou a evolução dos briozoários. Seu estudo incluía membros do gênero Metrarabdotus. Ele mediu 46 características morfológicas por espécime, em um total de cerca de 1000 espécimes de cerca de 100 populações. Os resultados mostram que os briozoários evoluíram principalmente através do equilíbrio pontuado. A maioria das linhagens não mudou com o tempo; novas espécies apareceram subitamente, sem intermediários e a espécie ancestral frequentemente coexistiu com a sua descendente.
Sheldon (1987) fez um estudo da evolução dos trilobite (grupo extinto de artrópodes que são classificados pelas características morfológicas externas, como o número de costelas pigidiais). Sheldon mediu o número de costelas pigidiais de 3458 espécimes de oito linhagens genéricas. Nos 8 gêneros o número médio de costelas pigidiais aumentou com o tempo e , em todos a evolução foi gradual.(Figura 4)

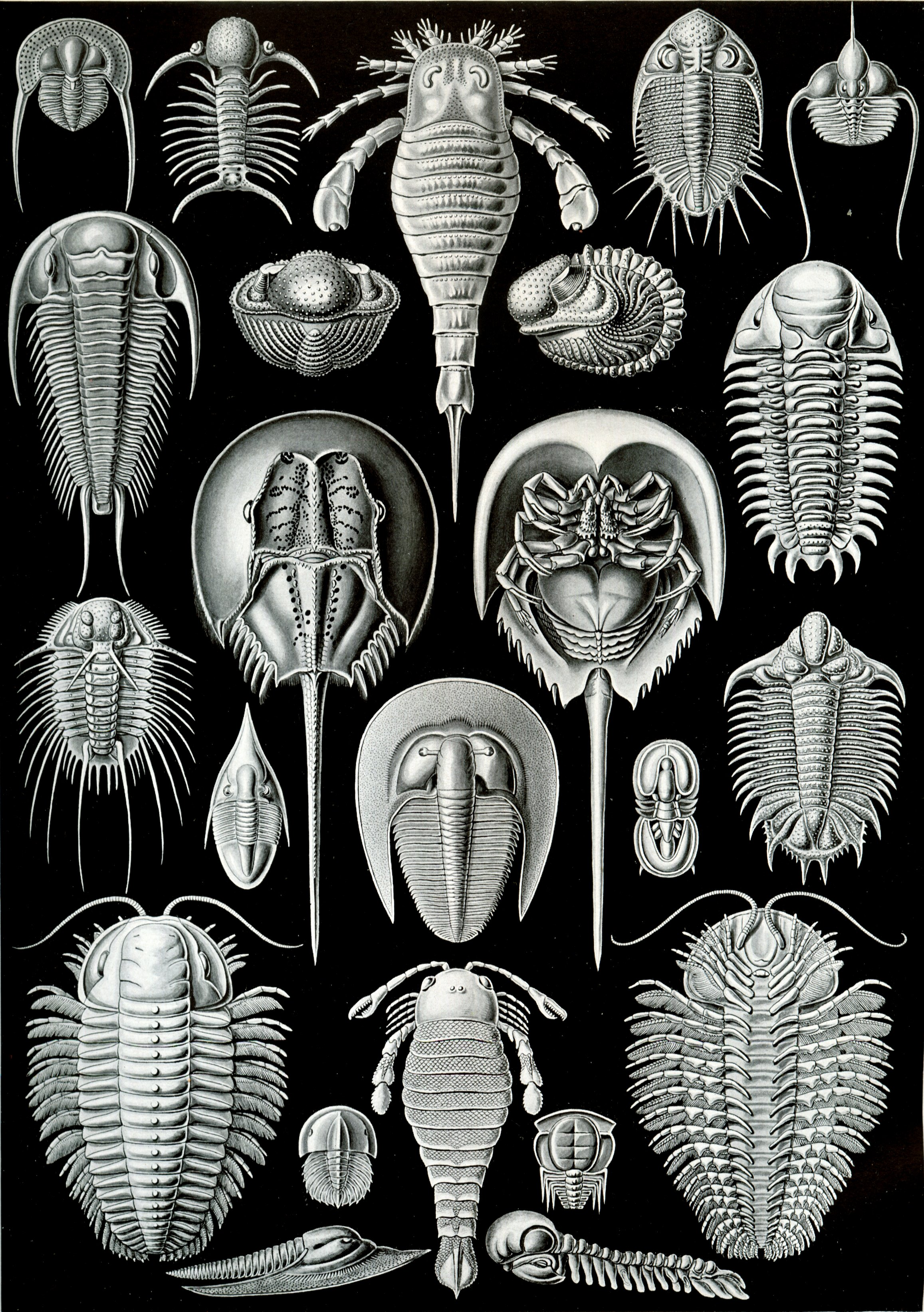
Figura 4:Trilobites

Esses experimentos são exemplos, dentre outros, para comprovar que tanto o equilíbrio pontuado quanto o gradualismo filético são fatos reais acerca da evolução fóssil. Entretanto o equilíbrio pontuado pode ser mais comum do que o gradualismo filético (Erwin e Anstey 1995; Jackson e Ceetham, 1999).

## Como medir taxas evolutivas mais amplas?
A medição das taxas de evolução em darwins é apropriada para mudanças métricas, tais como a de um caráter que evolui alongando-se ou encurtando-se; mas para alterações mais amplas, como as de uma pata ou de uma asa, este método deixa de ser útil. No entanto, ainda é possível medir as taxas de evolução de modificações mais amplas. Existem dois métodos para medir taxas evolutivas mais amplas. O primeiro método é um conhecido estudo antigo sobre taxas evolutivas, o estudo de Westoll (1949) em peixes pulmonados. Esse estudo demonstra que os caracteres podem ser divididos em estados descontínuos; podem ser atribuídos escores arbitrários a esses estados e as mudanças nesses escores podem ser medidas ao longo do tempo.
As formas modernas de peixes pulmonados (dipnóicos)- Figura 5 - 

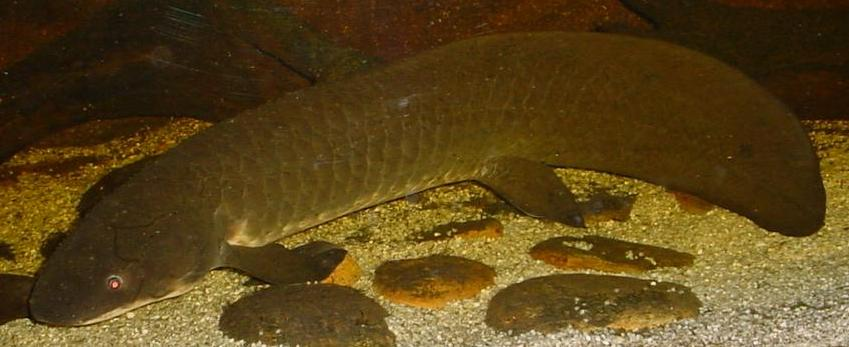
Figura 5: Peixe pulmonado australiano

 são um exemplo de fóssil vivo, espécies que pouco mudaram em relação aos seus ancestrais fósseis do passado distante. Por isso, deveriam apresentar, pelo menos ultimamente, taxas de evolução lentas. Westoll, para investigar essa questão quantitativamente, distinguiu 21 diferentes características esqueléticas dos fósseis dipnóicos. Para cada uma delas ele distinguiu um certo número de estado de caráter. Por exemplo, o caráter “grau de fusão dos ossos ao longo do canal supraorbital” tinha 5 estados diferentes (0, 1, 2, 3, 4), o caráter mais alto (4) é o mais primitivo. Esses estados não são como as mudanças métricas que permitiram medir as taxas de evolução em darwins. A fusão de dois ossos em um é uma mudança evolutiva descontínua e não contínua. Então o peixe pulmonado mais avançado possível, com todos os seus 21 caracteres em seu estado mais aperfeiçoado, teria um escore total 0; o escore do peixe mais primitivo possível, que tinha os escores mais altos em todos os 21 caracteres teria 100. A taxa de mudanças de escore mede a taxa de evolução do grupo. Os resultados do estudo revelam que os dipnóicos nem sempre foram “fósseis vivos” (figura21.9 –iuri tem). Por volta de 300 milhões de anos atrás eles estavam evoluindo rapidamente, mas entre 250 e 200 milhões de anos, a evolução dos peixes pulmonados despencou. A descrição das formas atuais como fosseis vivos é correta. A evolução pode ter estagnado devido a seleção estabilizadora ou a ausência de variação genética, faladas anteriormente.
Outro método para medir taxas evolutivas mais amplas é através da taxa taxonômica de evolução, que oferece uma medida abstrata de quão rapidamente a mudança está acontecendo em um grupo de espécies. Ela resume a evidência obtida em mais de um caráter. A confiabilidade de uma taxa taxonômica depende da confiabilidade do julgamento do taxonomista que fez a divisão da linhagem em gêneros e espécies.
Taxas taxonômicas podem ser expressas de duas maneiras principais. Uma, é o número de espécies ou gêneros (ou táxons) por milhão de anos. E a outra maneira são as curvas de sobrevivência. Essas curvas são construídas tomando-se uma amostra de um certo número (como 100) de um certo nível taxonômico e medindo quanto tempo cada um durou no documentário fóssil. A inclinação de uma curva de sobrevivência mede a taxa de evolução de um grupo. Se o grupo esta evoluindo rapidamente, a curva cai rapidamente, mas é mais suave para um grupo que muda lentamente.